# Wijk bij Duurstede
Wijk bij Duurstede  è una municipalità dei Paesi Bassi di 24 000 abitanti (2023)  situata nella provincia di Utrecht.
Il 1º gennaio 1996, il suo territorio è stato integrato con quello delle ex-municipalità di Cothen e di Langbroek.